# Professionista
Il professionista è la persona che, relativamente a un'attività svolta, da essa trae guadagno; si contrappone quindi al dilettante, il quale svolge una qualsiasi attività senza scopi di lucro.
In Italia, in base al codice del consumo, è il soggetto che fornisce o riceve un prodotto o eroga o riceve un servizio in ambito professionale, contrapposto al caso del consumatore che opera fuori da un contesto professionale. In questo caso il professionista può essere un'impresa, un ente della pubblica amministrazione, un'associazione, un lavoratore autonomo. Questa definizione di legge è quella utilizzata dall'Autorità garante della concorrenza e del mercato.